# Aarau Rohr
| AG ist das Kürzel für den Kanton Aargau in der Schweiz. Es wird verwendet, um Verwechslungen mit anderen Einträgen des Namens Rohr zu vermeiden. |

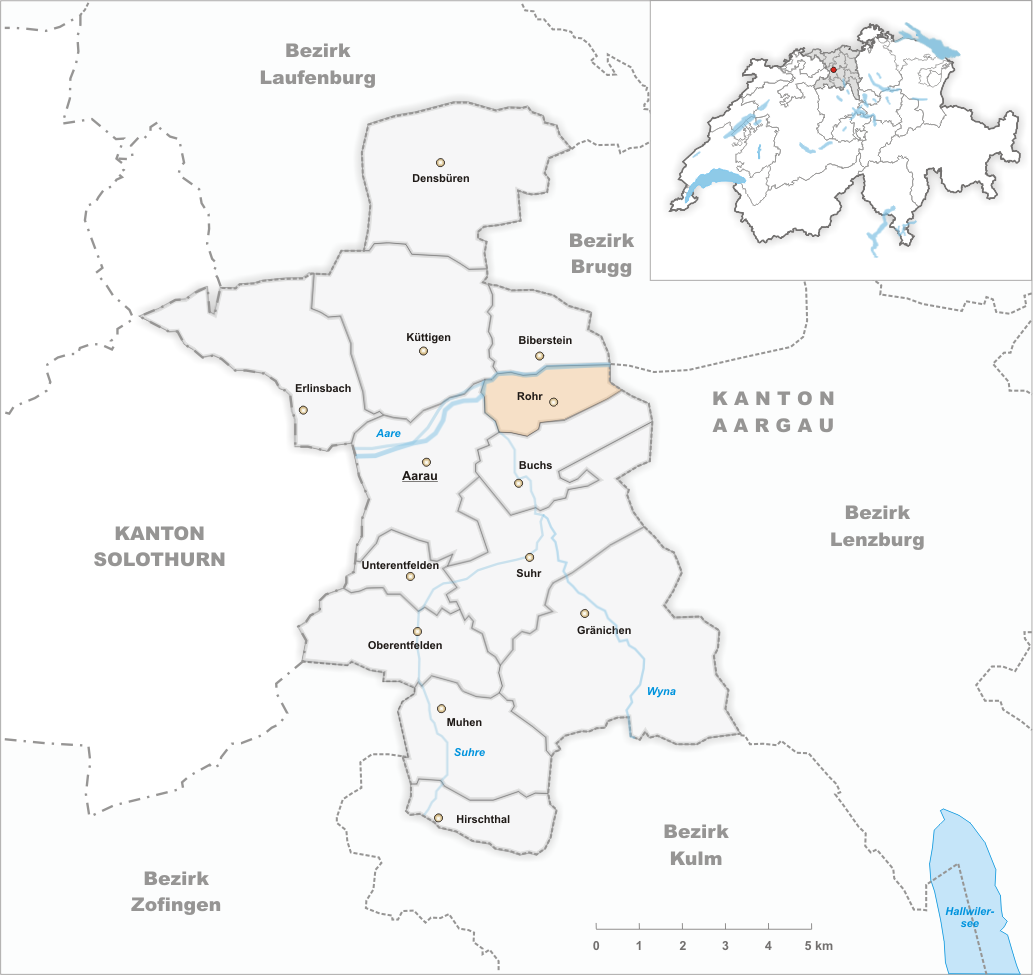
Gemeindestand vor der Fusion am 1. Januar 2010

Rohr ist ein Dorf im Schweizer Kanton Aargau und seit der Fusion mit Aarau ein Stadtteil des Kantonshauptorts. Bis 2009 war Rohr eine eigenständige Einwohnergemeinde im Bezirk Aarau – seither heisst er amtlich Aarau Rohr. Aufgrund mehrerer Ortschaften mit dem Namen «Rohr» wird auch das Kantonskürzel hintangestellt («Rohr AG»). Der Ort liegt an den Flüssen Aare und Suhre.

## Geographie
Das frühere Gemeindegebiet erstreckt sich über die flache Auenlandschaft an der Aare und einen schmalen Streifen der etwas höher gelegenen, im Eiszeitalter abgelagerten Schotterterrasse südlich davon. Die markante Geländestufe von 15 Meter Höhe zeigt deutlich ehemalige Prallhänge der vor Jahrhunderten noch frei in der Ebene mäandrierenden Aare an. Zwischen dem Fluss und der Dorfsiedlung ist das Gelände noch heute von zahlreichen kleinen Wasserläufen durchzogen, früheren Seitenarmen der Aare. Die Flurnamen Schachen, Rohrer Schachen, Lehenschachen, Rohrer Giessen und Aareschächli kennzeichnen die ursprüngliche Auenlandschaft. Der Rohrer Schachen bewahrt besonders gut die Spuren des Landschaftswandels in einer Flussaue. In Teilen des Auengebiets, im Südosten und im Osten, ist das Gelände bewaldet. Die Aare ist von der Suhremündung an beim Bau des Kraftwerks Rupperswil mit einem Damm auf ein höheres Stauziel angehoben worden und liegt jetzt höher als das südlich davon liegende Schachengebiet. Im Rohrer Schachen ist der Damm bei Erneuerungsarbeiten an der Auenlandschaft der Aare kürzlich auf einigen hundert Metern Länge zurückversetzt worden, um dem Flussbett in diesem Bereich wieder eine etwas freiere Dynamik zu lassen.
Das rund zwei Kilometer lange Strassendorf liegt etwa einen Kilometer vom Fluss entfernt auf der Landschaftsterrasse. Die Suhre bildete in ihrem untersten Abschnitt früher die Grenze zu Aarau. Der Grenzverlauf zu Buchs folgt nach Grenzbereinigungen der kantonalen Autobahn T5 und ein kurzes Stück der Eisenbahnlinie Aarau-Lenzburg. Die Siedlungsgebiete von Rohr, Aarau und Buchs sind als Agglomeration zusammengewachsen. Die Fläche des ehemaligen Gemeindegebiets betrug 340 Hektaren. Der höchste Punkt lag auf 380 Metern im Suretwald, die tiefste Stelle auf 358 Metern am Aareufer. Seit der Fusion der Gemeinde Rohr mit Aarau stösst das Dorfgebiet noch an Biberstein im Norden, Rupperswil im Osten, Buchs im Süden und Küttigen im Nordwesten.

## Geschichte
Verschiedene Funde deuten darauf hin, dass die Gegend bereits vor rund 3000 Jahren während der Bronzezeit schwach besiedelt war. Während der Römerzeit führte die Römerstrasse vom Legionslager Vindonissa zur Stadt Aventicum durch das Gebiet von Rohr; im Suretwald östlich des Dorfes ist ein kurzes, vier bis sieben Meter breites Teilstück erhalten geblieben, dessen Fortsetzung gegen Nordosten wegen der Landschaftserosion durch die Aare seit dem Mittelalter zerstört ist.
Die erste urkundliche Erwähnung von Rore erfolgte im Jahr 1027. Der Ortsname stammt vom althochdeutschen ze Rore («zum Rohr»), was «beim Schilf» bedeutet und die Lage des Dorfes am Rande eines ausgedehnten Feuchtgebietes kennzeichnet. Graf Ulrich von Lenzburg bestätigte im Jahr 1036 die Zugehörigkeit des Dorfes zu den Herrschaftsgütern des Stifts Beromünster. Seit der Lenzburger Erbschaft lag Rohr 1173 im Herrschaftsbereich der Grafen von Kyburg. Nachdem diese ausgestorben waren, übernahmen die Habsburger im Jahr 1273 die Landesherrschaft und die Blutgerichtsbarkeit. 1415 eroberten die Eidgenossen den Aargau. Rohr gehörte nun zum Untertanengebiet der Stadt Bern, dem so genannten Berner Aargau; administrativ war das Dorf dem Amt Lenzburg zugeteilt. 1528 führten die Berner die Reformation ein.
Im März 1798 nahmen die Franzosen die Schweiz ein und richteten die Helvetische Republik ein. Rohr gehört seither zum Kanton Aargau. Zusammen mit Buchs war Rohr seit dem Mittelalter Teil der Gemeinde Suhr. Die Bewohner der beiden Dörfer forderten die Schaffung selbständiger Gemeinden. Am 30. Januar 1810 erfolgte schliesslich die Aufteilung der alten Grossgemeinde Suhr in drei neue Gemeinden. 1946 trennte sich der Pfarrkreis Buchs-Rohr von der alten Pfarrei Suhr und bildete eine neue Kirchgemeinde. 1950 entstand in Buchs die reformierte Kirche, 1959 auch die Kirche in Rohr.
Noch bis zu Beginn des 20. Jahrhunderts war Rohr eine landwirtschaftlich geprägte Gemeinde. Mit der zunehmenden Bedeutung Aaraus als Wirtschaftsstandort wandelte sich Rohr zur Wohngemeinde. Innerhalb von hundert Jahren verfünffachte sich die Bevölkerungszahl. Im Juli 2005 begannen offizielle Verhandlungen über die Eingemeindung von Rohr in die Stadt Aarau. Bei der Volksabstimmung am 24. Februar 2008 stimmte die Gemeinde einer Fusion zu, die somit per 1. Januar 2010 vollzogen werden konnte.

## Wappen
Die Blasonierung des ehemaligen Gemeinde- und heutigen Stadtteilwappens lautet: «In Weiss auf grünem Dreiberg drei schwarze Rohrkolben an grünen beblätterten Stängeln.» Von 1833 bis 1947 waren vier statt drei Rohrkolben abgebildet. Auf Anraten der kantonalen Wappenkommission änderte der Gemeinderat die Schildfarbe von Gelb zu Weiss, um Verwechslungen mit dem Familienwappen der Rohr von Lenzburg auszuschliessen.

## Bevölkerung

Luftansicht (1958)

Die Einwohnerzahlen entwickelten sich wie folgt:
| Jahr      | 1764 | 1803 | 1850 | 1900 | 1930 | 1950  | 1960  | 1970  | 1980  | 1990  | 2000  |
| Einwohner | 129  | 257  | 389  | 595  | 950  | 1'480 | 2'181 | 2'459 | 2'183 | 2'391 | 2'652 |

Am 31. Dezember 2008 lebten 3263 Menschen in Rohr. Bei der Volkszählung 2000 waren 49,4 % reformiert und 28,0 % römisch-katholisch. 87,9 % bezeichneten Deutsch als ihre Hauptsprache, 3,4 % Italienisch, 2,4 % Serbokroatisch, 0,8 % Französisch sowie je 0,6 % Englisch und Spanisch.

## Wirtschaft
In Rohr gibt es kein dominierendes Unternehmen, sämtliche Betriebe sind KMU. Die Ebene in der Flussniederung dient etwa zur Hälfte als Kulturland der Landwirtschaft. Im Eiholz am Ostrand des Stadtgebiets liegt das Unterwerk, von wo aus der Strom aus dem Kraftwerk Rupperswil-Auenstein mit mehreren Hochspannungsleitungen verteilt wird.

## Verkehr
Rohr liegt an der Hauptstrasse 5 im Abschnitt zwischen Aarau und Brugg. Am Dorfrand von Rohr verläuft die vierspurige Schnellstrasse T5, die von Aarau zum Anschluss Aarau-Ost der Autobahn A1 bei Hunzenschwil führt. Von Rohr nach Buchs verläuft die Kantonsstrasse 469. Auf einer schmalen, im Zweiten Weltkrieg gebauten und beim Bau des Kraftwerks Rupperswil um etwa einen Meter angehobenen Brücke überquert eine Nebenstrasse die Aare bei Biberstein. Die Neue Staffeleggstrasse (Hauptstrasse 24) verläuft vom westlichen Rand von Rohr zur neuen Aarebrücke. Von dort aus führt sie durch einen Tunnel bei Kirchberg östlich von Küttigen zur Staffelegg-Passstrasse. Die Bauarbeiten der 3,1 Kilometer langen Verbindungsstrasse begannen im Juli 2004, die Eröffnung erfolgte im Dezember 2010.
Von der Suhremündung an führt ein kantonaler Wanderweg über den Damm auf der rechten Seite der Aare entlang.

## Nahverkehr
Eine Stadtbuslinie des Busbetriebs Aarau verbindet Rohr mit dem Bahnhof Aarau. An Wochenenden verkehrt ein Nachtbus von Aarau nach Lenzburg sowie nach Aarau und Erlinsbach.
- 2 Rohr  Unterdorf – Telli – Aarau Bahnhof – Erlinsbach Oberdorf (– Barmelweid)

- N22 Rohr Unterdorf – Aarau Bahnhof – Erlinsbach Oberdorf
- N94 Aarau Bahnhof – Buchs AG — Aarau Rohr – Rupperswil – Schafisheim – Lenzburg

## Sehenswürdigkeiten
- Reformierte Kirche (Bild siehe oben)